# Військо ординацьке

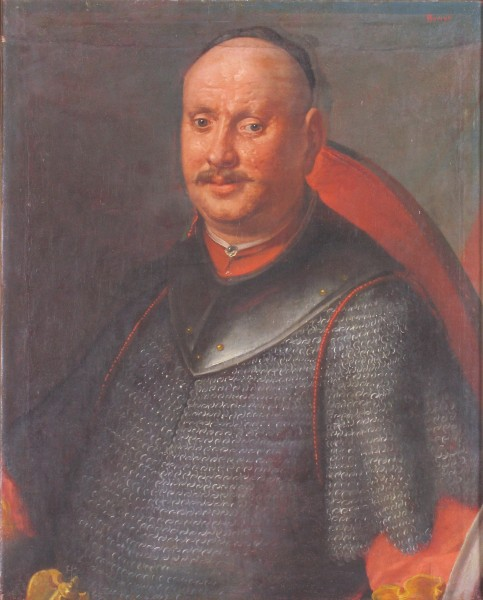
Казимир Борейко — поручник хоругви панцерних майоратського полку Острозької ординації, картина 1730-их років

Військо ординацьке (ординації), хоругви ординацькі — було запроваджене у Речі Посполитій із появою у XVI ст. ординацій — великих маєтностей магнатів, що управлялись згідно з власними правами, наданими сеймом, королем, статутом (фундаційного акту), що мали запобігати дробленню маєтності поміж спадкоємцями.
Однією з підстав для затвердження фундаційного акту ординації було зобов'язання власника спорядження і утримання заздалегідь визначеної кількості війська. Військо ординацьке становило основу гарнізонів міст ординації, майже не брало участі і сутичках з ворогом на полі бою, лише на час війни їхня визначена частина відходила під командування гетьмана. Одні з найбільших ординацій знаходились на теренах Руського воєводства, Волині:
- Дубенська ординація Острозьких — 300 піхотинців, 300 кавалеристів
- Замостівська ординація Замойських — 200 вояків
- Олицька ординація Радзивіллів

У Речі Посполитій найчисельнішим було військо у Слуцькій ординації Радзивіллів — 6000 вояків.